# 268 до н. е.

## Події
- сабіни отримали римське громадянство;
- вперше викарбувана римська монета денарій.

## Народились
- Марк Клавдій Марцелл (консул 222 року до н. е.)

## Померли
- Аппій Клавдій Русс
- Стратоніка Сирійська